# Adalbert av Preussen (1811–1873)
Adalbert Henrik Vilhelm av Preussen, född 29 oktober 1811 i Berlin, död 6 juni 1873 i Karlsbad, var prins av Preussen, son till prins Vilhelm av Preussen och Maria Anna av Hessen-Homburg.
Adalbert var sedan 1849 chef för preussiska marinen, 1854 amiral och var 1864 överbefälhavare under sjöstriderna med Danmark. Adalbert verkade kraftigt för tillkomsten och utvecklingen av en tysk örlogsflotta.
Adalbert var morganatiskt gift med dansösen Therese Elssler och far till Adalbert von Barnim.